# سيلفستر موسوندا
سيلفستر موسوندا (بالإنجليزية: Sylvester Musonda)‏ هو لاعب كرة قدم زامبي في مركز الهجوم، ولد في القرن العشرين في زامبيا.